# خروف شاروليه

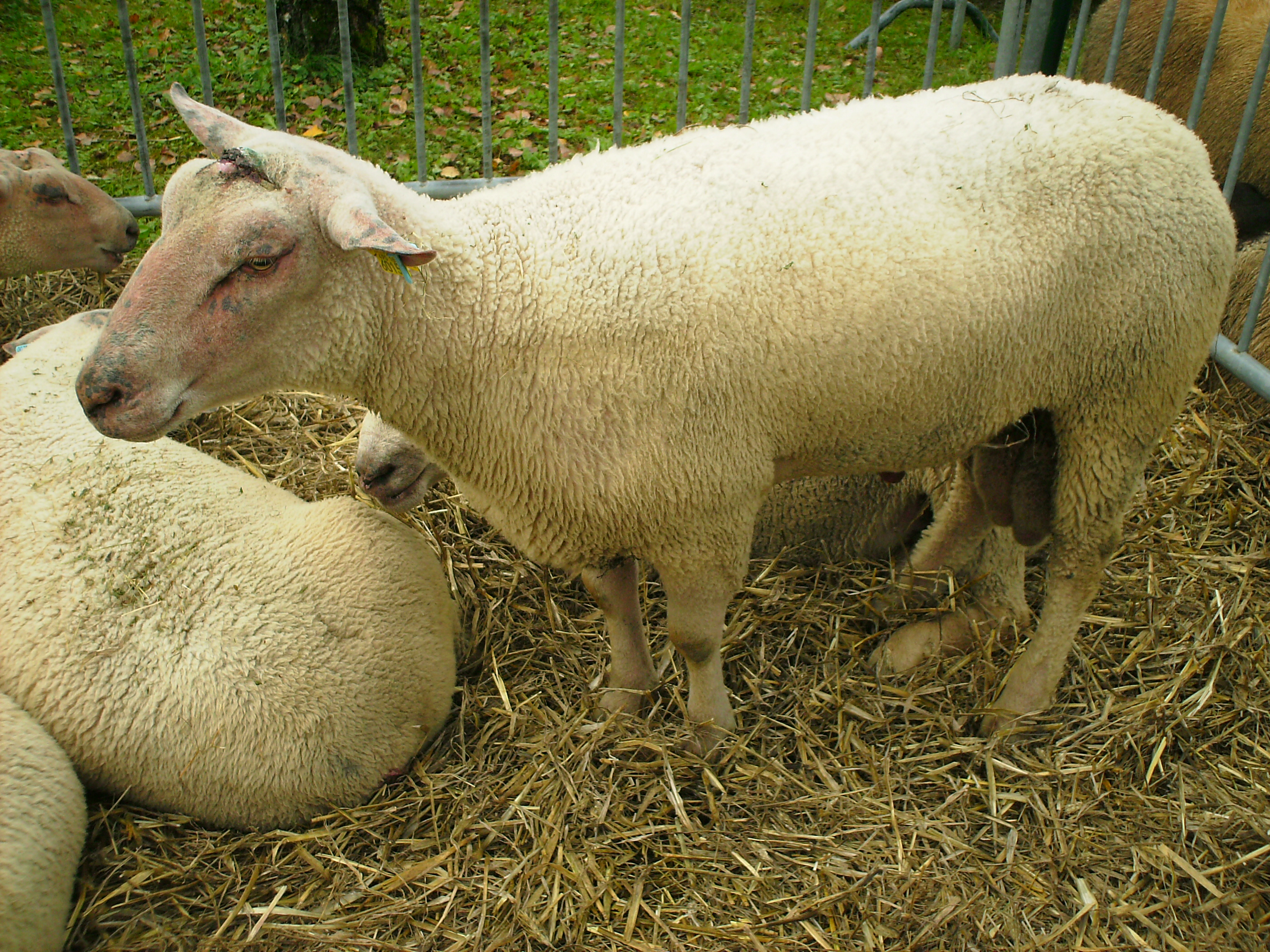
غنم شاروليه

خروف شاروليه (بالفرنسية: Mouton Charollais)‏ هي سلالة خرفان فرنسية من منطقة شاروليز. هذه السلالة هي نتاج مصالبة نعاج محلية بكباش ليستر من المملكة المتحدة ومنذ ذلك الحين أدخلت في التكاثر الانتقائي لتطوير الصفات اللحمية.